# Максвелл, Дэвид
Дэвид Максвелл (англ. David Maxwell; 10 марта 1943, Уолтем, Массачусетс, США — 13 февраля 2015, Бостон, Массачусетс, США) — американский блюзовый пианист, вокалист и автор песен. Лауреат Blues Music Awards в номинации «Альбом акустического блюза» (2010, 2012), номинант Blues Music Awards в номинации «Блюзовый пианист»/«Премия Пайнтопа Перкинса» (1998, 2000, 2008—2013, 2015), «Исполнитель акустического блюза» (2012).

## Биография
Дэвид Максвелл родился в 1943 году в Уолтеме, пригороде Бостона. В отличие от подавляющего большинства блюзовых музыкантов, имел академическое музыкальное образование: окончил Истменскую школу музыки Рочестерского университета. 
Начал обучаться игре на фортепиано в девятилетнем возрасте. Ещё в школе играл играл в группе с Аланом Уилсоном, впоследствии одним из создателей Canned Heat. В середине 1960-х увлёкся блюзом, вдохновившись творчеством Отиса Спэнна, Санниленда Слима, Пайнтопа Перкинса, Рэя Чарльза и Мемфиса Слима. В конце 1960-х уже стал частью блюзовой сцены Бостона и тогда же познакомился с Отисом Спэнном.   
В начале 1970-х годов Максвелл привлек внимание гитариста Фредди Кинга, и в течение нескольких лет был сайдменом в его группе, аккомпанируя ему на фортепиано. В 1974 и 1975 годах Максвелл работал с Бонни Райт, с 1977 по 1979 год с Джеймсом Коттоном.  В 1980-х годах он вернулся в Бостон и сформировал группу David Maxwell and the Blues Wizards. Работу в своей группе он совмещал с привычной работой сайдмена и сессионного музыканта на записях. В 1990-е он много гастролировал и записывался с Отисом Рашем, а среди остальных были такие величины блюза, как Джон Ли Хукер, Джимми Роджерс, Пол Ошер, Хьюберт Самлин, Боба Марголин, Джон Праймер, Ронни Эрл. Максвелл записался в альбоме Джеймса Коттона 1997 года Deep in the Blues, удостоенном премии Грэмми. В 1991 году Максвелл принимал участие в записи саундтрека к фильму «Жареные зеленые помидоры». 
Гастролировал со многими звёздами блюза, включая туры с Фредди Кингом, Бонни Райтт, Джеймсом Коттоном, Отисом Рашем, Бадди Гаем, Хьюбертом Самлином, Джимми Роджерсом, Чарли Масселуайтом, Джонни Адамсом и Ронни Эрлом, аккомпанировал на концертах Мадди Уотерсу, Джону Ли Хукеру, The Fabulous Thunderbirds, Левону Хелму, Джимми Уизерспуну, Лоуэллу Фулсону, Джуниору Уэллсу. Выступал на крупных фестивалях, в театрах и клубах Северной Америки, Европы, Скандинавии, Марокко, Израиля и Японии. 
Свою сольную карьеру в записи Максвелл начал в середине 1990-х: дебютный сольный альбом Максвелла, Maximum Blues Piano, выпущенный Tone-Cool Records в 1997 году, был записан с участием Ронни Эрла. По результатам выхода альбома, Дэвид Максвелл в 1998 году был номинирован на Blues Music Awards как претендент на звание лучшего блюзового пианиста. В дальнейшем он ещё восемь раз номинировался на это звание, но так и не смог получить премию. Тем не менее, Дэвид Максвелл стал двукратным лауреатом Blues Music Awards в другой номинации: «Альбом акустического блюза». Первый раз это произошло в 2010 году за совместный с Луизианой Редом альбом You Got to Move, во второй раз за совместный с Отисом Спэнном альбом Conversations in Blue.
Дэвид Максвелл умер в феврале 2015 года от рака предстательной железы, с которым он боролся в течение восьми лет.  
«Дэвид был признан одним из лучших блюзовых пианистов за всю свою жизнь за множество различных стилей блюза, буги-вуги, джаза, мировой и импровизационной музыки».
«Дэвид играет во многих стилях блюза, джаза и импровизационной музыки, но он больше всего известен своей проникновенной виртуозностью и непревзойденной способностью достигать сердца послевоенного чикагского блюза». 

## Дискография
| Год  | Название                                  | Лейбл                      |
| ---- | ----------------------------------------- | -------------------------- |
| 1997 | Maximum Blues Piano                       | Tone-Cool Records          |
| 2003 | Max Attack                                | Blue Max Records           |
| 2005 | Max Attack (перевыпуск)                   | 95 North Records           |
| 2009 | You Got to Move (c Луизианой Редом)       | Blue Max Records           |
| 2010 | Conversations in Blue, (c Отисом Спэнном) | Circumstantial Productions |
| 2012 | Blues in Other Colors                     | Shining Stone Records      |